# Янус
 Тази статия е за бога от римската митология.  За спътника на Сатурн вижте Янус (спътник).  
Янус е един от най-древните богове в римския пантеон. Вторият цар на Древен Рим Нума Помпилий (715 – 637 г. пр. Хр.) го въздига в ранг на бог.
Бог Янус няма съответствия в гръцката митология. Съществувал е преди Сатурн и Юпитер. Името има същия корен като лат. ianua (врата) и janus (отворен вход с арка). Той е бил почитан като дух пазител на всяка врата и на всяко начинание и начало. Смятало се е, че е отварял и затварял всички врати, предимно символично. В молитвите и по време на жертвоприношенията са го призовавали преди всички други божества. Първият месец януари е наречен на негово име, а първият ден на този месец Kalendae Januariae бил негов празник, на който извършвали жертвоприношения и окичвали вратите с лаврови венци.
Янус е пазител и защитник на земеделците, както и на тези, които заминават и на тези, които се завръщат. Вратите на неговия храм в римския форум по време на война са оставали отворени в очакване на завръщането на заминалите на война граждани и са били затваряни в края на военните походи.
Янус е бил почитан в началото на жътва, както и женитба, раждане и други начала. Той е бил посредник между варварщината и цивилизоваността, между селския и градския живот, между младостта и зрелостта.
Често е изобразяван с две лица (Janus Geminus) или с четири лица (Janus Quadrifrons) – от Средновековието символ на двузначност, двуличие.
Един от хълмовете в Рим, Джаниколо, носи името на Янус.
Считало се е, че Янус е дошъл от Тесалия, Гърция. Той е владял кралство Лациум заедно със своята съпруга. Те са имали много деца, включително Тиберин. Янус и неговата втора съпруга, нимфата Ютурна, са родители на Фонт. Янус имал и трета съпруга – Яна.